# بين كوكس
بين كوكس (2 فبراير 1992 في المملكة المتحدة - ) (بالإنجليزية: Ben Cox)‏ هو لاعب كريكت بريطاني. لعب مع نادي مقاطعة ورسسترشاير للكريكيت ‏ ونادي مارليبون للكريكت ‏.

## وصلات خارجية
- بين كوكس على موقع إي آس بي آن كريك إنفو (الإنجليزية)